# 高雲飛
高 雲飛（ガオ・ユンフェイ、1997年1月10日 - ）は中華人民共和国・上海市出身の競技麻雀のプロ雀士。最高位戦日本プロ麻雀協会所属。
オンライン麻雀『天鳳』で、「吃貨小北北」のIDで中国人初の天鳳位を獲得したことで知られる。

## 来歴
幼少期に家族がやっていた四川麻雀を覚え、麻雀に接する。上海海事大学進学後、友人との間で流行っていたオンライン麻雀『雀魂』に接し、最高位の「魂天」に到達する。並行してオンライン麻雀『天鳳』で日本式のリーチ麻雀に触れ、日本式麻雀のプロになることを希望する。
2024年11月13日、天鳳位に到達（24代目）。2025年3月、最高位戦日本プロ麻雀協会に入会、B1リーグに参戦した。

## 雀風・挿話
- 押しの強い雀風。園田賢曰く「期待値のギリギリを攻める」打ち方をするという[4]。
- 愛称は「飛飛」（フェイフェイ）[1]。
- 最高位戦入会後も上海に在住しており、最高位リーグ等に参戦するたびに来日している。渡航費用は個人スポンサーの企業が出してくれているという[2]。